# Hocico
Hocico («О'си́ко», с исп. — «морда», «пасть») — музыкальная группа из Мексики, играющая в жанрах Aggrotech и Электро индастриал. Отличительной чертой звучания Hocico является сочетание быстрых лёгких электронных ритмов и очень тяжёлого, «задисторшенного» вокала. Группа состоит из кузенов, Эрика Гарсия и Оскара Майорга. Они начали эксперименты со звуком в пятнадцатилетнем возрасте, а их сценические псевдонимы — Эрк Аикраг и Раксо Агройам — являются анаграммами реальных имён. Логотип группы — шестилапый паук с заглавной буквой H на спине.

## История Hocico
1989 В столице Мексики два кузена, Эрк Гарсия и Оскар Майорга, под влиянием творчества Skinny Puppy основывают техно-индастриал проект Niñera Degenerada. Они использовали дешёвые синтезаторы, кассетные микшеры, самодельные инструменты и дисторшн.
1992 Проект успел переименоваться в Hocico de Perro, а Оскар начал реализовывать с помощью музыки свои творческие замыслы.
1993 Дуэт начинает использовать более профессиональное оборудование и именно тогда участники смогли окончательно определить свои роли в группе: Эрк Аикраг — стихи и вокал, Раксо Агройам — цифровая электронная музыка. В конце 1993 года музыканты записывают свои первые песни.
1994 18 февраля группа дала первый концерт в доме Эрка, произведя сильное впечатление на друзей и людей, связанных с музыкальной индустрией. Там же Hocico стали распространять свою первую запись, «Misuse, Abuse And Accident», которую издали сами тиражом примерно в тридцать экземпляров. Начало гастрольной деятельности Hocico, сначала в пределах Мехико, а потом и по всей Мексике. Группа пыталась включить в демо «Autoagresion Persistente», которое получило положительные отзывы как в Мексике, так и в некоторых европейских странах, а также в США.
1995 По инициативе Hocico было организовано объединение мексиканских групп из Мехико под названием «Corporacion». Помимо Hocico в Corporation также входили Oxomaxoma, Deus Ex Machina, Cenobita, SoucerX и Kristi Artefactum. Объединение было направлено на организацию музыкальных событий Мехико, но к сожалению, оно больше не существует. Hocico продолжают свою гастрольную деятельность.
1996 Hocico записывают свой новый релиз «Triste Desprecio». Это демо также получило хорошие национальные и интернациональные отзывы, а также помогло заключить контракт на выпуск альбома.
1997 Выход полноценного дебютного альбома «Odio Bajo El Alma». В данный момент права на эту работу принадлежат немецкому лейблу Out Of Line и итальянскому Submission. В последующие годы Hocico набирали всё большую популярность и появлялись на разных мероприятиях, вроде фестиваля Wave Gotik Treffen и Mera Luna.
1998 Выход альбома «El Dia De La Ira».
1999 Выход альбома «Sangre Hirvente».
2000 Выход альбома «Aqui Y Ahora En El Silencio». Оскар Майорга занимается своим сайд-проектом Dulce Liquido.
2001 Hocico продолжает гастрольную деятельность.
2002 К этому времени Hocico получило культовый статус на сцене и своего постоянного слушателя, выход нового альбома «Signos De Aberracion». В США диск издаётся лейблом Metropolis Records.
2003 Выход миньона «Disidencia Inquebrantable». Также Эрк Гарсия начинает работать над сольным проектом Rabia Sorda.
2004 Hocico посещают с концертом Москву, выход нового альбома «Wrack And Ruin», а также бокс-сета «Hate Never Dies» (The Remix Celebration). Этот бокс-сет состоит из четырёх CD, на первых трёх записаны самое первое демо «Misuse, Abuse And Accident», а также два последующих проморелиза, «Autoagresion Persistente» и «Triste Desprecio». На четвёртом диске собраны ремиксы на Hocico от God Module, Suicide Commando, Solitary Experiments, Terminal Choice, Haujobb, Aslan Faction, Combichrist, Soman и других исполнителей в стилях EBM, Industrial, Aggrotech.
2011 Тур по России. 31 марта — Екатеринбург, «Телеклуб»; 1 апреля — Москва, клуб «Точка»; 2 апреля — Санкт-Петербург, клуб «Зал Ожидания»
2013 Выступление на фестивале Kubana 2013.
В 2019 году вышел альбом Artificial Extinction.

## Дискография

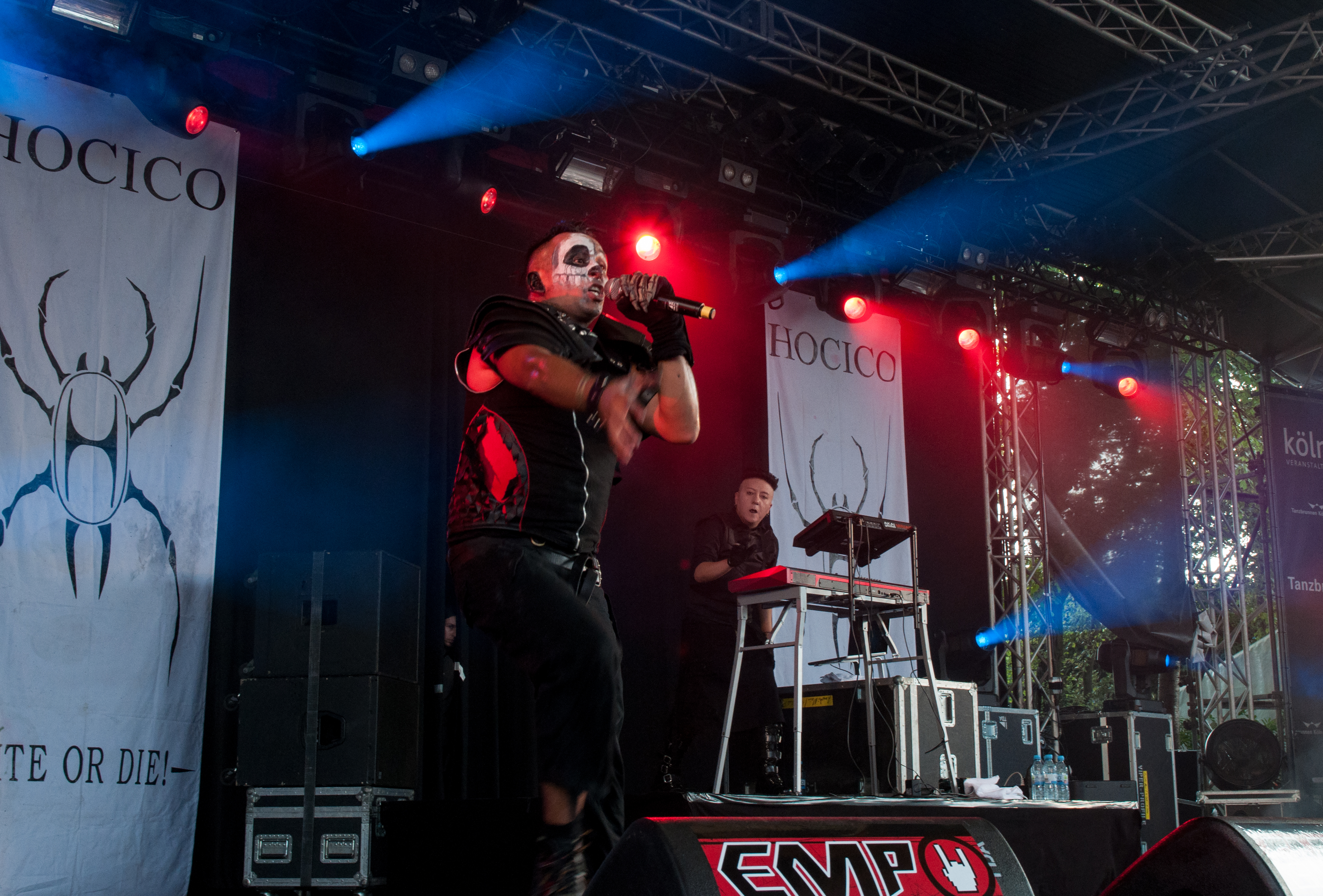
Amphi Festival 2014

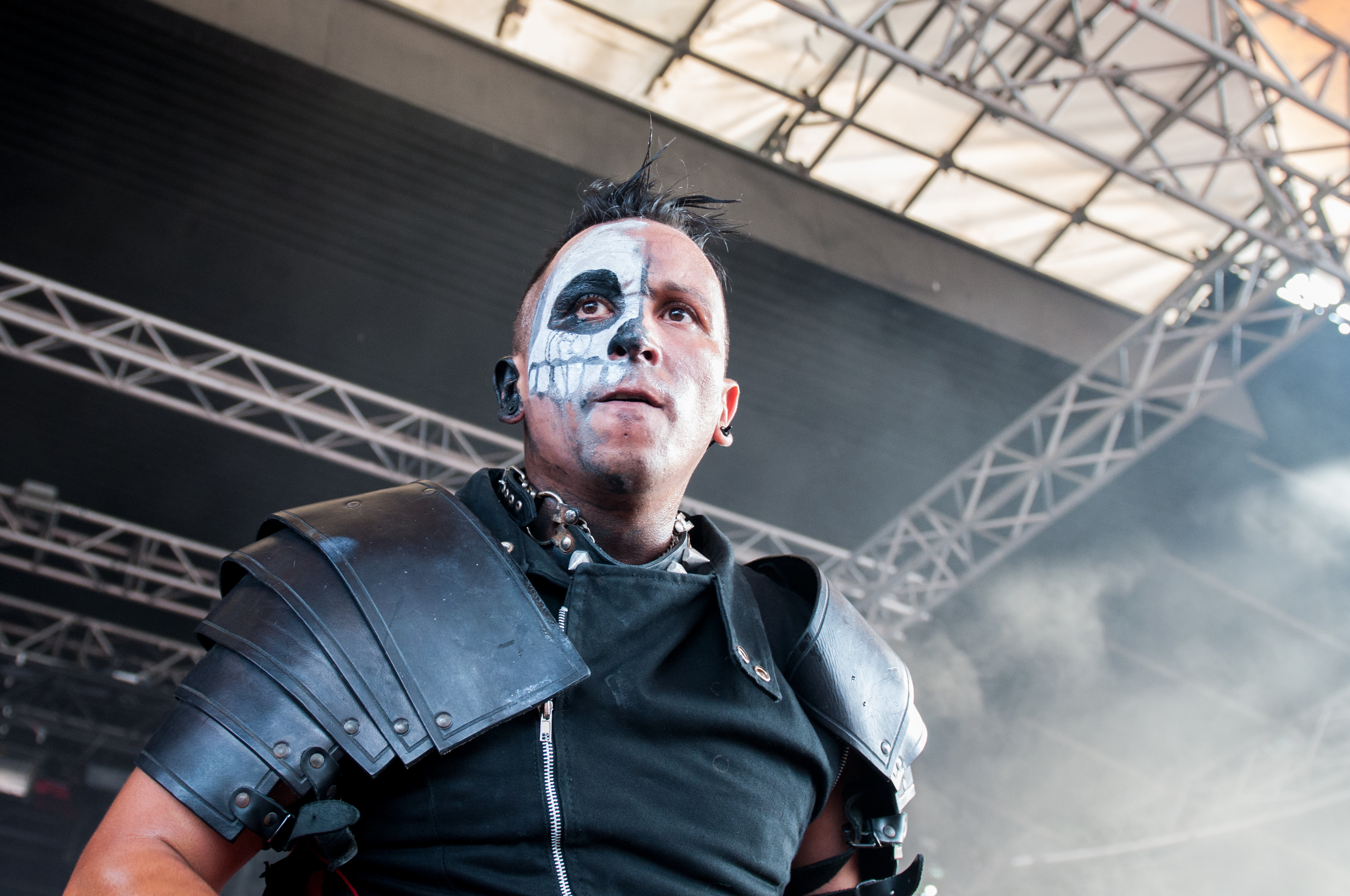
Эрик Гарсия, 2014

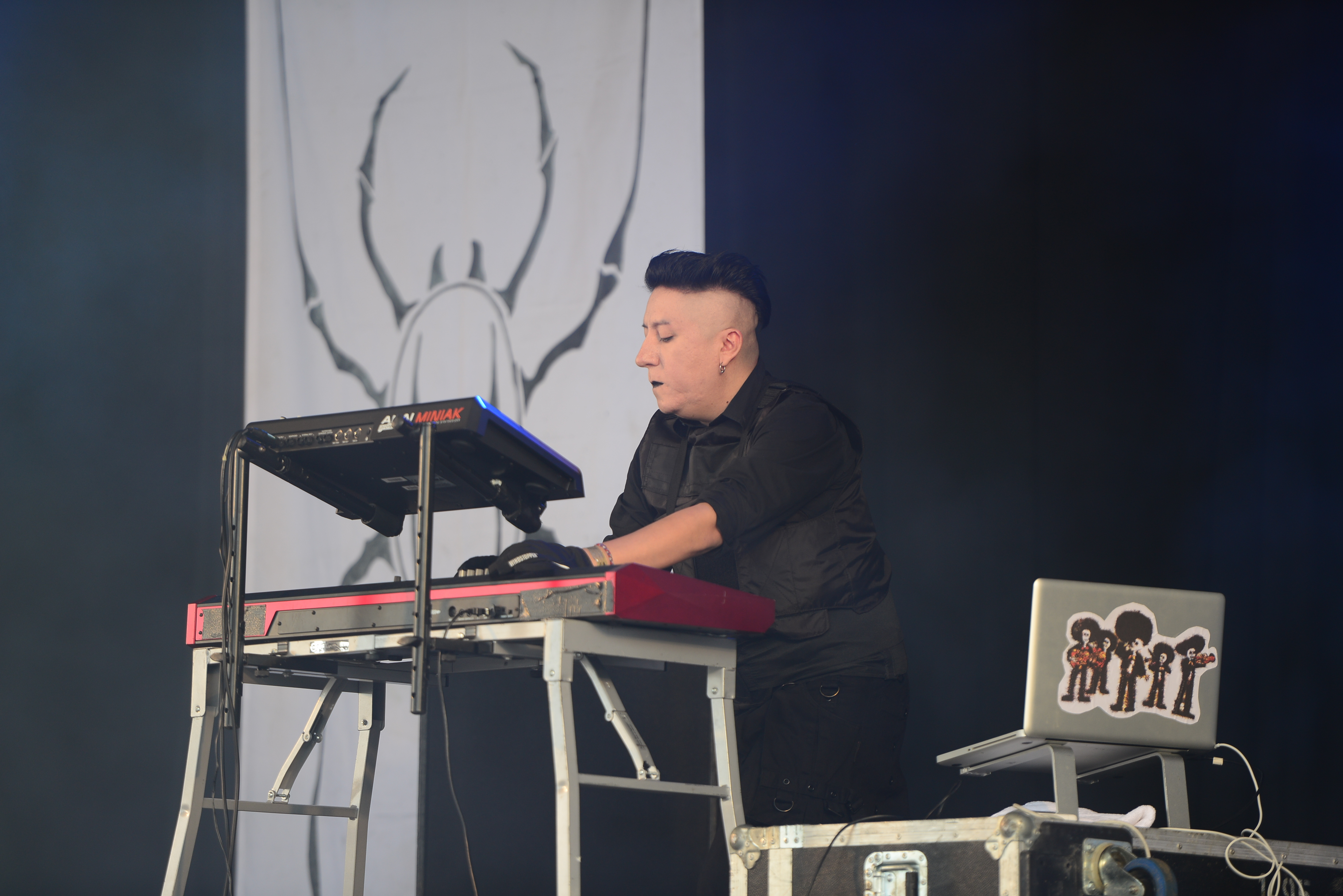
Оскар Майорга, 2014

### Альбомы
- Autoagresion Persistente (1994)
- Odio Bajo El Alma (1997)
- Sangre Hirviente (1999)
- Signos De Aberracion (2002)
- Wrack And Ruin (2004)
- Memorias Atras (2008)
- Tiempos De Furia (2010)
- El último minuto: Antes de que tu mundo caiga (2012)
- Los dias caminando en el fuego (2013)
- Ofensor (2015)
- Artificial Extinction (2019)
- Hyper Violent (2022)

### Концертные альбомы
- Los Hijos Del Inferno (1998)
- Blasphemies In the Holy Land (2005)
- Blood On the Red Square (2011)
- Tora! Tora! Tora! (2012)
- Die Hölle über Berlin (2014)
- Shalom from Hell Aviv Live (Blasphemies in the Holy Land, Pt. 2) (2018)

### Переиздания
- Hate Never Dies (2004)

### Синглы / EP / MCD
- Cursed Land (1998)
- El Dia De La Ira (1998)
- Aqui Y Ahora En El Silencio (2000)
- Untold Blasphemies (2001)
- Silent Wrath (2002)
- Disidencia Inquebrantable (2003)
- Born To Be (Hated) (2004)
- About A Dead (2007)
- The Shape of Things to Come (2007)
- Dog Eat Dog (2010)
- Bite Me! (2011)
- Vile Whispers (2012)
- In The Name Of Violence (2015)
- Forgotten Tears (2015)
- Broken Empires (2021)
- Lost World (2021)
- Backstabbers (2021)

### Промо и другие издания
- Misuse, Abuse And Accident (1994)
- Autoagresion Persistente (1994)
- Triste Desprecio (1996)